# Foment
Foment, va ser el portaveu del partit reusenc d'àmbit municipal Foment Nacionalista Republicà. Nascut el 1906 com a setmanari i transformat al cap de tres anys en diari, aquest periòdic simbolitza la confluència ben reeixida de les idees republicanes amb les catalanistes. Publicat a la ciutat de Reus des del 1906 fins al 1936. El 1915 és portaveu a les comarques tarragonines de la Unió Federal Nacionalista Republicana i adherit més tard a Esquerra Republicana de Catalunya. Desaparegué el 1936.

## Origen
Foment: setmanari nacionalista republicà, va néixer com a setmanari l'any 1906 per defensar el compendi d'idees republicanes i nacionalistes del Front Nacionalista Republicà i el dia 28 de febrer de 1909 es va transformar en diari (Foment: diari nacionalista republicà) prosseguint la numeració que s'havia iniciat amb l'original setmanari: any IV, número 118. A l'article "Lo que volem" inserit al primer número que es publica com a diari, exposen el seu pensament: "Volem l'autonomía integral de Catalunya aixís com de les altres nacionalitats espanyoles, perque no trovem cap lley natural que permeti'l predomini d'un poble demunt d'un altre (...). Aixís per fer efectiva aqueixa autonomia nacional, volem assentar-la sobre la base d'autonomia municipal, que, a son torn, descansarà en l'individual, fonament i base de totes les llibertats".

## Història
Foment sofreix diverses suspensions, la més important durant la dictadura de Primo de Rivera. La primera època acaba l'octubre de 1923. Comença la 2a època, el 30 de maig de 1930 com a setmanari fins al 9 de maig de 1931, que passa cada dia, i acaba l'octubre de 1934, amb els fets d'octubre; la 3a època comença el gener de 1936, setmanal; del febrer al maig de 1936 torna a ser diari, i comença la 4a època el maig del 36 fins al juliol, com a setmanari.
En passar a ser diari el 1909, la direcció va cridar Josep Aladern perquè l'imprimís. Una desavinença amb els republicans reusencs van fer que la col·laboració fos breu. El diari el van publicar després diverses impremtes: Impremta Sanjuan Germans, Tipografia Catalana, Impremta La Fleca... Però la més important va ser la Impremta de Marian Roca, que canvià el nom a Impremta Foment, de Marian Roca.
Durant la seva trajectòria porta diversos subtítols. A partir de l'any 1931 és: diari portaveu de l'Esquerra Republicana de Catalunya a les comarques tarragonines, Portaveu d'Unió Federal Nacionalista Republicana; a partir de 1936 portaveu d'Esquerra Republicana de Catalunya.
Publica fulletons sobre temes diversos: "Per la unitat de l'idioma", "Les normes ortogràfiques de l'Institut d'Estudis Catalans", i altres de textos nacionalistes i literaris.

## Contingut
Foment, publicarà articles de caràcter ideològic, cròniques locals i comarcals, notícies nacionals i estrangeres i cròniques científiques, d'art o literàries. Dedica números sencers a la divulgació de textos teòrics de caràcter polític al servei del partit i, a partir de l'abril de 1914, els diumenges publica la "Plana literària de Foment", els principals col·laboradors de la qual són locals i comarcals. Foment defensà, al llarg de la seva trajectòria, un ferm compromís esquerrà i socialitzant. Sembla que el 1913 alguns dels seus redactors van treure la revista satírica El Camell.

## Impacte social
Foment combat el lerrouxisme i manté fortes polèmiques amb altres diaris locals, sobretot amb el diari Les Circumstàncies, però també amb el Diari de Reus i altres periòdics de fora, com La Vanguardia, La Veu de Catalunya, i Heraldo de Madrid. Amb l'adveniment de la dictadura de Primo de Rivera el diari va ser suspès per defensar els seus ideals republicans i autonomistes. No va reaparèixer fins al 30 de maig de 1930, amb el subtítol de Setmanari Nacionalista Republicà de Reus. El 9 de maig de 1931 anuncia la seva pròxima transformació en diari. El primer número com a nou diari surt al carrer el 2 de juny, prosseguint la numeració iniciada pel setmanari el dia 30 de maig de l'any 1930. El mes de novembre de 1931 publica un extraordinari per commemorar els 25 anys de Foment. El 1933 tirava 600 exemplars. Durant la República va ser defensor de l'ideari d'Esquerra Republicana, centrat en el catalanisme i un republicanisme progressista i interclassista.
Els fets d'octubre de 1934 van motivar una nova suspensió del diari, que va reaparèixer per tercera vegada el 14 de gener de 1936 per tal de defensar la candidatura del Front d'Esquerres a les eleccions del 16 de febrer. A l'editorial titulat "En reprendre la tasca", Foment manifesta: "Uns fets ben dolorosos de tots prou coneguts, ens obligaren a interrompre nostra tasca. (...) Bienni de vergonya i d'oprobi per a la República han estat els dos anys darrers".
El diari va continuar durant unes quantes publicacions més, però va treure el seu últim número el 15 de maig de 1936, sota la direcció de Joan Loperena i Romà, tot i que el dia 16 de maig va tornar a sortir, ho farà com a setmanari, i s'edità fins a l'11 de juliol de 1936, data en què Foment desapareix definitivament.

## Directors i equip de redacció
- Directors: Antoni Ciuffo i Pescuario (fins a l'abril de 1909), Evarist Fàbregas i Pàmies (de 1909 a 1916), que posà diners per al seu sosteniment, Marian Roca Munté (de 1916 a 1923), Joan Gaya i Solà (de 1930 a 1931) i Joan Loperena i Romà (fins al 1934 i el 1936)
- Col·laboradors: Josep Aladern, Miquel Ventura, Xavier Gambús, Jaume Simó i Bofarull, Antoni Fuster Valldeperes, Ferran Gay Massó, Ramon Vidiella, Eladi Bergadà, Josep Martorell Òdena, Tomàs Martí, Pere Balaguer, Jaume Roig, Joan Sentís, Pere Cavallé, Miquel Serra i Pàmies, Josep Serra i Pàmies, Antònia Abelló, Teresa Fàbregas, Elena Forniés, Joan Gilabert, Josep Olesti Trilles, Josep M. Prous i Vila, August Mercadé, Marçal Badia, Joan Magrinyà, Josep Marimon, Ramon Pallejà, Josep Iglésies.
- Adreça de la redacció: Foment Nacionalista Republicà, Carrer de la Perla núm. 2 (Reus), local de l'entitat.[3]

## Localització
- Exemplars a la Biblioteca Central Xavier Amorós de Reus.[6]
- Digitalitzats a Biblioteca Virtual de Prensa Histórica els anys 1912-1913, 1916-1919, 1931-1934, de la col·lecció de la Biblioteca Pública de Tarragona.[7]
- Exemplars a la Biblioteca del Centre de Lectura de Reus, la Biblioteca de Catalunya, l'Arxiu històric de Barcelona, la Biblioteca de la Universitat de Barcelona i la Universitat Autònoma de Barcelona.[8]